# František Hnídek
František Hnídek (18. listopadu 1876 Veřechov – 3. března 1932 Praha) byl československý politik a meziválečný poslanec Národního shromáždění za Republikánskou stranu zemědělského a malorolnického lidu (agrárníky).

## Biografie
Narodil se ve Veřechově u Horažďovic. Absolvoval univerzitu, kde dosáhl doktorátu z filozofie. Působil jako profesor náboženství na Žižkově, v Chrudimi a později na Královských Vinohradech. Později odešel z církve a působil na ministerstvu školství, kde dosáhl titulu ministerského rady.
Již za Rakouska-Uherska se zapojil i do politického života. V zemských volbách roku 1908 se stal poslancem Českého zemského sněmu. Zastupoval kurii venkovských obcí, obvod Chrudim, Nasavrky. Byl kandidátem českých agrárníků.
Napsal několik politických studií (Sněm český za Ferdinanda I., Rakousko od roku 1848 a Otázka českoněmecká). Během světové války byl roku 1916 uvězněn pro urážku císaře a rušení veřejného pokoje a řádu. V roce 1917 byl amnestován.
Jeho politická kariéra vyvrcholila po vzniku Československa. V roce 1920 se podílel na koncipování Ústavy prvorepublikového Československa. Zasedal v užším subkomitétu, který ji posuzoval.
V letech 1918–1920 zasedal v Revolučním národním shromáždění. V parlamentních volbách v roce 1920 získal poslanecké křeslo v Národním shromáždění. Mandát v parlamentních volbách v roce 1925 obhájil a do parlamentu se dostal i po parlamentních volbách v roce 1929. Byl místopředsedou zahraničního výboru a zasedal v rozpočtovém výboru sněmovny. V parlamentu působil od roku 1926 pravidelně jako generální zpravodaj pro projednávání návrhu státního rozpočtu. Po jeho smrti na jeho poslanecké křeslo usedl Jaroslav Zářecký.
Podle údajů k roku 1929 byl profesí ministerským radou v Praze.
Zemřel v březnu 1932 ve vinohradské nemocnici v Praze.